# Ibn al-Hajj
Abu-Ishaq Ibrahim ibn Abd-Al·lah an-Numayrí, més conegut com a Ibn al-Hajj, fou un poeta i savi andalusí del segle xiv. Va néixer a Granada el 1313 i va abandonar l'Àndalus el 1337, servint llavors a marínides i hàfsides. Va morir el 1383.
Va escriure unes vint obres de les que només resten fragments.